# Hideaway (Sailor)
Hideaway is het vijfde studioalbum van de Britse muziekgroep Sailor. De groep week steeds meer af van het originele concept, maar bleef hangen in zeemansteksten alhoewel het meer neigde naar een poging tot serieuzere popmuziek. 
Het zou het laatste muziekalbum zijn in de ooit zo populaire samenstelling van de band. Na dit album hield de band met een laatste optreden op 17 juni 1978 op te bestaan. De band dook zonder Kajanus de studio in en kwam met Dressed for Drowning. Pas veel later (1989) kwam onderstaand kwartet weer bij elkaar en kwam met het album Sailor 1991 met de single La Cumbia.

## Musici
- Georg Kajanus - zang en gitaar
- Phil Pickett – zang, basgitaar, synthesizer
- Henry Marsh – zang, accordeon, synthesizer
- Grant Serpell – zang, slagwerk, percussie

## Composities
Het is het eerste album waarbij alle vier de leden muziek aanleverden:
1. Give me Shakespeare (Kajanus)
2. Stay the night (Marsh, Serpell)
3. Stranger in Paris (Pickett)
4. Ashes and diamonds (Kajanus)
5. Jamaica girl (Marsh, Serpell)
6. One life one love one day (Pickett)
7. When it hurts you (Kajanus)
8. Pyjama party (Pickett)
9. I wish I had a way with women (Marsh, Serpell)
10. Machines (Kajanus)
11. All I need is a girl (extra op cd) (Kajanus)
12. Give me Shakespeare (singleversie)(idem) (Kajanus)
13. The runaway (idem) (Kajanus)

## Singles
De volgende tracks belandden op een single:
- Give me Shakespeare / I wish
- All I need is a girl / Copacabana
- The Runaway / Put your mouth where the money is
- Stay the night / Pyjama party
- Stranger in Paris / Jamaica girl.

Geen van de singles werd een succes in Nederland.